# Martha Mears (sage-femme)
Pour les articles homonymes, voir Martha Mears.
Martha Mears est une sage-femme et auteure britannique du XVIIIe siècle. Elle est connue comme une contributrice majeure du débat entre les sages-femmes et les accoucheurs autour de la médicalisation de l'accouchement au XVIIIe siècle.

## Biographie
Originaire de Londres, Martha Mears y vit et y travaille comme sage-femme. Elle a au moins un enfant,.
Elle étudie les écrits de Harvey, Leake, William Smellie et de  Thomas Denman (en).

## Travaux
Martha Mears est une sage-femme et auteure anglaise,. Elle est connue, avec Jane Sharp (1671), Sarah Stone (en) (1737), Elizabeth Nihell (1760) et Margaret Stephen (1795) comme l'une des cinq femmes célèbres pour leurs écrits en obstétrique en anglais avant 1800 et ayant participé au débat entre les sages-femmes et les accoucheurs autour de la médicalisation de l'accouchement. Celles-ci opposent leur pratique de l'accouchement centrée sur la femme aux docteurs hommes inexpérimentés et se rejoignent dans leur confiance dans la puissance du corps féminin et dans la nature, ainsi que dans leur volonté de maintenir une forme de « normalité » dans l'accouchement.
L'ouvrage de Martha Mears, Élève de la Nature (en anglais : Pupil of Nature), est publié en 1797. Le titre complet est: Élève de la Nature: Conseils sincères au beau sexe, sur les sujets de la grossesse, de l'accouchement, des maladies associées aux deux, des effets fatals de l'ignorance et du charlatanisme, et des moyens les plus approuvés de promouvoir la santé, la force et la beauté de leur progéniture (en anglais : Pupil of Nature: Candid advice to the fair sex, on the subjects of pregnancy, childbirth, the diseases incident to both, the fatal effects of ignorance and quackery, and the most approved means of promoting health, strength and beauty of their offspring). Il se compose de dix essais 
abordant les thématiques de la grossesse, de l’accouchement et de ses risques, des conséquences parfois mortelles de l'ignorance et du charlatanisme, et des moyens les plus approuvés pour promouvoir la santé, des métamorphoses du corps avant et après l’accouchement ou de l’effet de la musique sur les nerfs et fournit de nombreuses informations pratiques.
Elle rejette l'idée de la grossesse vue comme une pathologie, mais dépeint la femme enceinte comme un ensemble de symptômes à gérer, notamment en ce qui concerne son état psychologique. Pour Martha Mears, les changements hormonaux de la femme enceinte ont un impact réel sur sa sensibilité émotionnelle et morale. Pupil of Nature confirme cette notion par sa structure et sa représentation du corps comme un faisceau de pathologies potentielles. Martha Mears souscrit à la notion commune selon laquelle l'« irritabilité » de l'utérus de la femme enceinte induisait une « sensibilité » accrue. L'organisation et la large portée du texte reflètent cette représentation du corps comme un ensemble de pathologies potentielles. Une revue contemporaine de son travail décrit son but comme étant d'enseigner aux femmes les avantages importants de la poursuite des plans de la nature dans tout ce qui concerne la grossesse. À travers ses écrits Martha Mears souhaite enseigner aux femmes l’importance d’être à l’écoute de son corps et du cheminement naturelle de la grossesse.

## Héritage
Martha Mears a apporté une contribution majeure à la reconnaissance et à la formation des sages-femmes au XVIIIe siècle. Elle est la dernière contributrice majeure au débat autour de l'accouchement du XVIIIe siècle.
Son travail est considéré comme une source d’informations primordiale et une version du XVIIIe siècle du populaire guide prénatal anglais publié en 1984, What to Expect When You're Expecting (en). En 1979, l'artiste féministe américaine Judy Chicago lui rend hommage en l’intégrant à son œuvre majeure The Dinner Party.